# L'Escala
L'Escala is een gemeente in de Spaanse provincie Girona in de regio Catalonië met een oppervlakte van 16 km². L'Escala telt 10.400 inwoners (1 januari 2016). In 1992 werd in L'Escala de Olympische vlam aan land gebracht. Deze eer had L'Escala te danken aan haar geschiedenis. De eerste nederzetting van de Grieken in Spanje was hier.

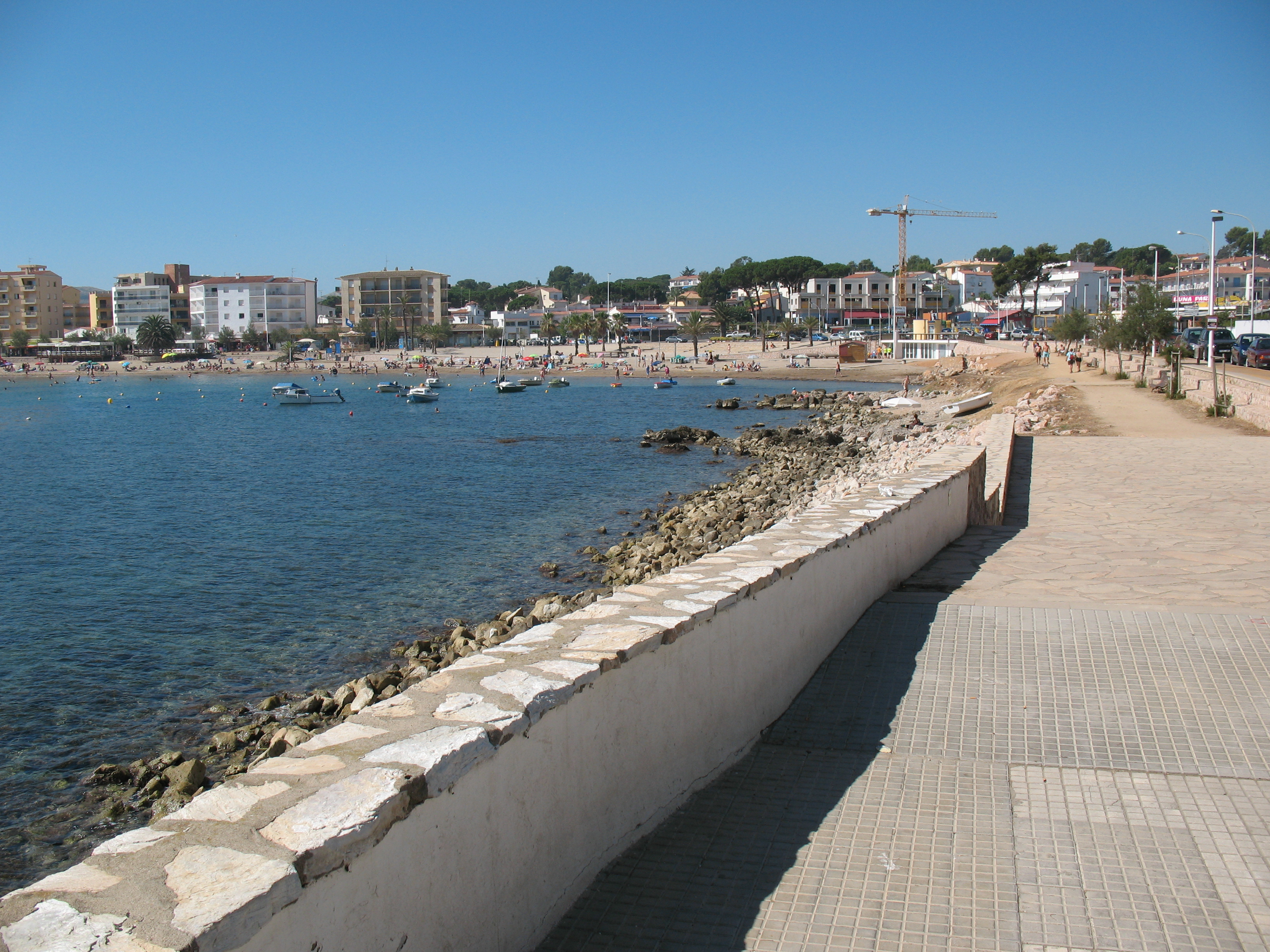
Strand in L'Escala

## Demografische ontwikkeling
Bron: INE; 1857-2011: volkstellingen